# Вайомінг (Мічиган)
Вайомінг (англ. Wyoming) — місто (англ. city) в США, в окрузі Кент штату Мічиган. Населення — 76 501 осіб (2020).

## Географія
Вайомінг розташований за координатами 42°53′34″ пн. ш. 85°42′31″ зх. д. / 42.89278° пн. ш. 85.70861° зх. д. (42.892661, -85.708713).  За даними Бюро перепису населення США в 2010 році місто мало площу 64,42 км², з яких 63,81 км² — суходіл та 0,60 км² — водойми.

### Клімат
| Клімат : Вайомінг     | Клімат : Вайомінг | Клімат : Вайомінг | Клімат : Вайомінг | Клімат : Вайомінг | Клімат : Вайомінг | Клімат : Вайомінг | Клімат : Вайомінг | Клімат : Вайомінг | Клімат : Вайомінг | Клімат : Вайомінг | Клімат : Вайомінг | Клімат : Вайомінг | Клімат : Вайомінг |
| Показник              | Січ.              | Лют.              | Бер.              | Квіт.             | Трав.             | Черв.             | Лип.              | Серп.             | Вер.              | Жовт.             | Лист.             | Груд.             | Рік               |
| Середній максимум, °C | −1,1              | 0,0               | 5,6               | 13,9              | 20,6              | 26,1              | 28,3              | 27,2              | 22,8              | 16,1              | 7,8               | 1,1               | 14,1              |
| Середній мінімум, °C  | −8,9              | −8,3              | −3,9              | 2,2               | 7,8               | 13,3              | 15,6              | 15,0              | 10,6              | 5,0               | −0,6              | −6,1              | 3,5               |
| --------------------- | ----------------- | ----------------- | ----------------- | ----------------- | ----------------- | ----------------- | ----------------- | ----------------- | ----------------- | ----------------- | ----------------- | ----------------- | ----------------- |
| Джерело: Weatherbase  |                   |                   |                   |                   |                   |                   |                   |                   |                   |                   |                   |                   |                   |

## Демографія
Згідно з переписом 2010 року, у місті мешкало 72 125 осіб у 26 970 домогосподарствах у складі 18 128 родин. Густота населення становила 1120 осіб/км².  Було 28983 помешкання (450/км²).
Расовий склад населення:
| - 75,8 % — білих - 7,2 % — чорних або афроамериканців - 2,8 % — азіатів - 0,6 % — корінних американців - 9,6 % — осіб інших рас |

До двох чи більше рас належало 3,8 %. Частка іспаномовних становила 19,4 % від усіх жителів.
За віковим діапазоном населення розподілялося таким чином: 27,1 % — особи молодші 18 років, 63,9 % — особи у віці 18—64 років, 9,0 % — особи у віці 65 років та старші. Медіана віку мешканця становила 32,1 року. На 100 осіб жіночої статі у місті припадало 97,3 чоловіків;  на 100 жінок у віці від 18 років та старших — 93,8 чоловіків також старших 18 років.
Середній дохід на одне домашнє господарство  становив 58 516 доларів США (медіана — 46 849), а середній дохід на одну сім'ю — 65 502 долари (медіана — 55 491). Медіана доходів становила 39 969 доларів для чоловіків та 30 985 доларів для жінок. За межею бідності перебувало 14,9 % осіб, у тому числі 21,0 % дітей у віці до 18 років та 9,3 % осіб у віці 65 років та старших.
Цивільне працевлаштоване населення становило 38 372 особи. Основні галузі зайнятості: виробництво — 23,1 %, освіта, охорона здоров'я та соціальна допомога — 17,7 %, роздрібна торгівля — 13,1 %, мистецтво, розваги та відпочинок — 8,8 %.